# Jazzprisen
Le Jazzprisen (en français : prix Jazz), est une distinction bi-annuelle dans le domaine du jazz norvégien, décernée par la Norsk jazzforbund.

## Déroulement
Le prix se compose de plusieurs catégories de prix décernés à des interprètes norvégiens de jazz et à d'autres personnes et organisations associées à la communauté, et vise à « célébrer le jazz norvégien illimité et à mettre en valeur la diversité musicale que le pays a à offrir ». Le prix est créé en 2022 et la première cérémonie de remise des prix se tient en avril 2023. Cependant, le tout premier prix avait déjà été décerné lors du lancement du prix en mai 2022, et il s'agissait du prix honorifique du Forum norvégien du jazz décerné à Erling Aksdal.
Les prix existants du Norsk Jazzforums, comme notamment le Buddyprisen, sont intégrés au Jazzprisen en tant que catégories de prix distinctes. Les lauréats du Jazzprisen reçoivent une statuette conçue par Nick Alexander. La statuette est faite de plastique compressé et recyclé et a la forme d'un « J ». Les lauréats du Buddyprisen reçoivent la « Buddystatuetten » (litt. : « statuette Buddy »), une statuette du trompettiste américain Buddy Bolden, créée par l'artiste Lise Frogg, ainsi qu'un prix d'un montant de 75 000 couronnes norvégiennes. Le Buddyprisen reste un prix annuel, et est également décerné les années où le Jazzprisen n'est pas organisé. 
Le Jazzprisen est décerné le 15 avril 2023 à Ibsenhuset, Skien, lors de la réunion nationale du Norsk jazzforum. La cérémonie est présidée par Tine Skolmen et diffusée sur NRK Jazz.